# Emilio Balletti
Emilio Balletti (Cosenza, 20 giugno 1905 – Napoli, 6 luglio 1986) è stato un politico italiano.